# Vercel
Vercel Inc.（旧称 ZEIT）は、アメリカ合衆国のクラウド型PaaS企業である。ウェブ開発フレームワークNext.jsを開発・維持している。
Vercel のアーキテクチャはコンポーザブルアーキテクチャを基盤としており、デプロイは Git リポジトリ、Vercel の CLI、または Vercel の REST APIを通じて行われる。

## 歴史
Vercel は 2015年にGuillermo Rauchによって ZEITとして創業された。 Rauchはそれ以前にリアルタイムのイベント駆動通信ライブラリSocket.IOを開発していた。
2020年4月に社名を Vercel に変更した。
2021年6月、Vercel はシリーズCで1億200万ドルの資金調達を実施した。
2024年5月時点で、同社の評価額は32.5億ドルとされている。

### 買収
- 2021年12月9日 –  Turborepo を買収。[7]
- 2022年10月25日 – Splitbee を買収。[8]
- 2025年1月22日 – Tremor を買収。[9]

## アーキテクチャ
Vercel のデプロイは GitHub、GitLab、Bitbucket などの Git リポジトリと連携し、vercel.app ドメイン配下のサブドメインが自動的に付与される。 カスタムドメインの設定もサポートしている。
インフラストラクチャは Amazon Web Services と Cloudflare 上に構築されている。

## 評価・導入実績
Vercel の主要ユーザーには、Airbnb、Uber、GitHub、Nike、IBM、マクドナルド などがある。